# Монастырь Ступле
Монастырь Ступле (серб. Манастир Ступље) во имя святого Архангела Михаила — монастырь Баня-Лукской епархии Сербской православной церкви. Расположен на реке Манастирице на стыке общин Прнявор, Челинац и Теслич. Исторически был тесно связан с монастырём Липле.

## История
Монастырь был впервые упомянут в записи из монастыря Добрун, датированной второй половиной XV века. Эта запись хранилась в Национальной библиотеке в Белграде, но погибла 6 апреля 1941 года в ходе немецкого авиналёта. Народное предание приписывает создание монастыря королю Стефану Драгутину, но письменных оснований доверять этой легенде нет. Наиболее вероятно, что монашеская жизнь зародилась здесь в середине XV века.
В славонском монастыре Ораховица до 1991 года хранилось множество книг переписанных в Ступле. Существование скриптория свидетельствует о наличии большой братии и значительном развитии обители. В Ораховицкой летописи за 1696 год сказано и о судьбе Ступлянского монастыря: «В те времена монастыри многие опустошены и сожжены проклятыми и безбожными агарянскими отродьями… тогда монастыри Липле и Ступле сгорели и опустошены окончательно». Разрушение монастыря со стороны турок произошло в 1690 году, в ходе Великой турецкой войны.
Долгое время монастырь был известен только по историческим документам. В марте 1994 года были обнаружены руины монастырской церкви, а три года спустя — братского корпуса и других зданий бывшего монастыря. Общая площадь участка составляет около 600 м². Фундамент церкви находился на глубине 30 см. Длина фундамента от западной стены до главной апсиды составляла более 14 м, ширина нефа до хоров составляла более 5 м, в районе хоров — 7,5 м, алтарной апсиды — 4,44 м.
С инициативы епископа Банялукского Ефрема монастырь был восстановлен. В ноябре 2008 года в обители возрождена монашеская жизнь, а её настоятелем назначен иеромонах Даниил (Гавранович). По состоянию на 2018 год в монастыре продолжалось строительство новых корпусов.